# NGC 665
NGC 665 é uma galáxia lenticular (S0) localizada na direcção da constelação de Pisces. Possui uma declinação de +10° 25' 23" e uma ascensão recta de 1 horas, 44 minutos e 56,0 segundos.
A galáxia NGC 665 foi descoberta em 4 de Setembro de 1786 por William Herschel.